# Goduš
Goduš je naseljeno mjesto u sastavu općine Sapna, Tuzlanski kanton, Federacija Bosne i Hercegovine, Bosna i Hercegovina.

## Povijest
Goduš se u pisanim tragovima spominje u srednjem vijeku na epitafu Dabiživa Draškovića, čiji stećak (nadgrobni biljeg) je isklesao Milutin Kablović u Godušu. Dakle, pisani trag o selu Goduš je iz 14 vijeka, a to nam potvrđuje da je još mnogo prije pisanih tragova, postojalo i nosilo svoj naziv mjesto Goduš. Goduš se u prvim popisnim defterima Zvorničkog sandžaka spominje kao "mezra", to jeste napušteno ili opustošeno selo i bio je zemin kneza Milete. Krajem 16 i početkom 17 vijeka spominje se kao zemin Šabana sina Milete. Zaseljavanje sela Goduš izvršeno je sa Starokuće u vremenu haranja kuge i gladi od 1775 - 1782. godine. Naseljavanje sa Starokuće u današnje selo Goduš izvršio je Omer Godušević, a po čijem patronimu je današnja familija Omerović. Goduš se spominje kao naseljeno mjesto u osmanskim popisnim defterima krajem 18 i tokom 19 vijeka, a austrougarski popis 1879. godine nam potvrđuje da u Godušu ima ukupno 217 stanovnika. Dok u kasnijem popisu 1885. godine selo ima 216 stanovnika. Ovim popisom je obuhvaćena i socijalna struktura stanivnika.  Popisom u 1921. godini utvrđeno je da Goduš ima 311 stanovnika, dok je 1948. godine imao 358 stanovnika; 1953. godine 452 stanovnika; 1961. godine 536 stnovnika; 1971. godine 764 stanovnika; 1981. godine imao je ukupno 1.117 stanovnika od toga 743 stanovnika sa stalnim boravkom u Godušu i 374 stanovnika privremeno odjavljena iz Goduša; 1991. godine popisom je utvrđeno da u Godušu živi ukupno 1.150 stanovnika i nije uvedeno u popis, koliko je Godušana bilo privremeno odjavljenih. U srednjem vijeku je pripadao župi Sapna, a u osmanskom periodu nahiji Sapna i krajem Osmanske vladavine aganluku Sapna, dok je za vrijeme Austro-Ugaske i Srpsko-hrvatsko-slovenske monarhije pripadao opštini Sapna, a u SFR Jugoslaviji od 1958. godine pripada opštini Zvornik. Dejtonskim sporazumom Goduš pripada Tuzlanskom kantonu u FBiH, a od 1998. godine kada je formirana općina Sapna, ulazi u sastav te općine s ostalim naseljenih mjestima koja su prije agresije na RBiH pripadala opštini Zvornik, odnosno mjesta koja su ostala odbranjena od agresije, ušla su u sastav novoformirane općine Sapna.  Diskontinuitet naseljenosti u Godušu je bio od vremena prodora Turaka pa do pred kraj 18 vijeka, a u novom dobu je imao svoj diskontinuietet, odnosno raseljenost u vrijeme Drugog svjetskog rata, tačnije od 11. marta 1942. godine kada su četnici u potpunosti spalili ovo selo. Raseljenost je trajala do početka marta 1945. godine, kada su preživjeli mještani se počeli vraćati na zarasla zgarišta svog rodnog kraja. Goduš je selo s 9 mahala, odnosno zaselaka i to: Donja Mahala, Gornja Mahala, Plan, Žuje, Šarci, Duge Njive, Han, Podgaj i Starokuća, s oko 300 kuća. Danas je podijeljeno na dvije mjesne zajednice: MZ Goduš u koju spadaju; Donja Mahala, Gornja Mahala, Plan, Han, Duge Njive, Podgaj i Starokuća, dok drugoj mjesnoj zajednici pripadaju Žuje i Šarci. Selo Goduš je povezano s regionalnom putnom komunikacijom Brčko - Lopare - Zvornik, čija je izgradnja završena u vrijeme vladavine Austrougarske monarhije 1912. godine. Danas je do sela Goduš urađen regionalni asfaltni put iz pravca Sapne, preko koje se komunikacijski povezuje sa Zvornikom i novom regionalnom putnom komunikacijom s Kalesijom i Tuzlom. Dionica staroga puta Goduš - Rastošnica i danas podsjeća na vrijeme cara Franje Josipa, koji je ovom putnom komunikacijom sjeveroistočnu Bosnu povezao s Evropom. Današnji asfaltirani sokaci koji povezuju unutrašnjost goduških mahala, čvrsto se povezuju i zadržavaju ih, kako se ne bi mahale otisnule dole u rijeku.
- Literatura: Neobjavljeni istraživački radovi "Selo Goduš i okolina", autor Edhem Omerović.
- Knjiga "Nacionalni sastav stanovništva - Rezultati za Republiku po opštinama i naseljenim mjestima 1991.", statistički bilten br. 234, Izdanje Državnog zavoda za statistiku Republike Bosne i Hercegovine, Sarajevo.

- internet - izvor, "Popis po mjesnim zajednicama" - http://www.fzs.ba/wp-content/uploads/2016/06/nacion-po-mjesnim.pdf

```
 internet - izvor : you tube rtv Glas drine Sapna - Dan MZ Goduš 2016.godine, objavljeno 17.10.2016.godine
```